# Estádio Municipal Agnaldo Bento dos Santos
O Estádio Municipal Agnaldo Bento dos Santos, ou somente Estádio Agnaldo Bento é um estádio de futebol localizado na cidade de Porto Seguro, no estado da Bahia, pertence ao Governo Municipal e tem capacidade para 5000 pessoas o estádio foi reformado para receber a Seleção da Suíça durante a Copa de 2014. A equipe do Porto Sport Club joga no estádio.